# Krim Belkacem
Krim Belkacem (Tizra-Aissa, Argelia, 15 de diciembre de 1922-Fráncfort del Meno, Alemania, 18 de octubre de 1970) fue un político, guerrillero y líder revolucionario por la independencia de Argelia, siendo uno de los seis “jefes históricos” de la dirección interior del FLN. Nacido en la región montañosa de Cabilia, que consiguió convertir en una de las cinco zonas militares de la resistencia armada frente a Francia. 
Durante la guerra de liberación argelina, fue vicepresidente y ministro de Guerra, de Asuntos Exteriores y de Interior del Gobierno Provisional de la República Argelina, jefe de la delegación negociadora con Francia y único firmante argelino de los Acuerdos de Paz de Evian. Su enfrentamiento con Ahmed Ben Bella y Houari Boumédiène le impidió ocupar puestos en el nuevo gobierno independiente y tuvo que exiliarse. Fue asesinado en Frankfurt en 1970.

## Primeros años y educación
Nacido el 15 de diciembre de 1922 en una pequeña localidad de la Cabilia. Su padre ejerció de caíd tras peregrinar a La Meca y adoptar el nombre de Hajd El Hocine Krim, lo que demuestra que la familia disponía de recursos y hablaba francés (dado que el cargo de caíd era designado por la autoridad colonial).
Escolarizado en la escuela Sarrouy entre los seis y los catorce años, donde obtuvo el Certificado de Estudios Primarios, en 1942 ingresó en los chantiers de la jeunesse y en junio de 1943 anticipó su ingreso en el servicio militar obligatorio en los tirailleurs argelinos (denominados Turcos) donde permaneció hasta octubre de 1945.

## Carrera política

### Inicios y paso a la clandestinidad
En 1946 se alió al clandestino Partido del Pueblo Argelino (PPA) de Messali Hadj, poco antes de su transformación en el Movimiento por el Triunfo de las Libertades Democráticas (MTLD). Acusado del asesinato de un guarda forestal y condenado en rebeldía, se refugió en las montañas donde se incorporó al movimiento rebelde en 1947.

### Crisis berberista e inicio de la insurrección
En 1949 la crisis berberista originada en el MTLD a raíz de la moción por una “Argelia argelina” aprobada por iniciativa de Alia Yahia Rachid desembocó en la destitución de Husein Aït Ahmed como jefe del MTLD para la región de Cabilia, ocupando su puesto Krim Belkacem.
Pese a no formar parte de los 22 miembros iniciales del Comité Revolucionario para la Unidad y la Acción (CRUA), Krim Belkacem fue miembro fundador y uno de los seis “jefes históricos” de la dirección interior del Frente de Liberación Nacional (FLN) que lanzó los primeros ataques el 1 de noviembre de 1954. Belkacem asumió la jefatura militar de la Zona III, que comprendía toda la Cabilia, formando parte del Consejo de la Revolución integrado por los jefes de cada una de las Zonas militares, más Mohammed Boudiaf como responsable de la coordinación exterior. 

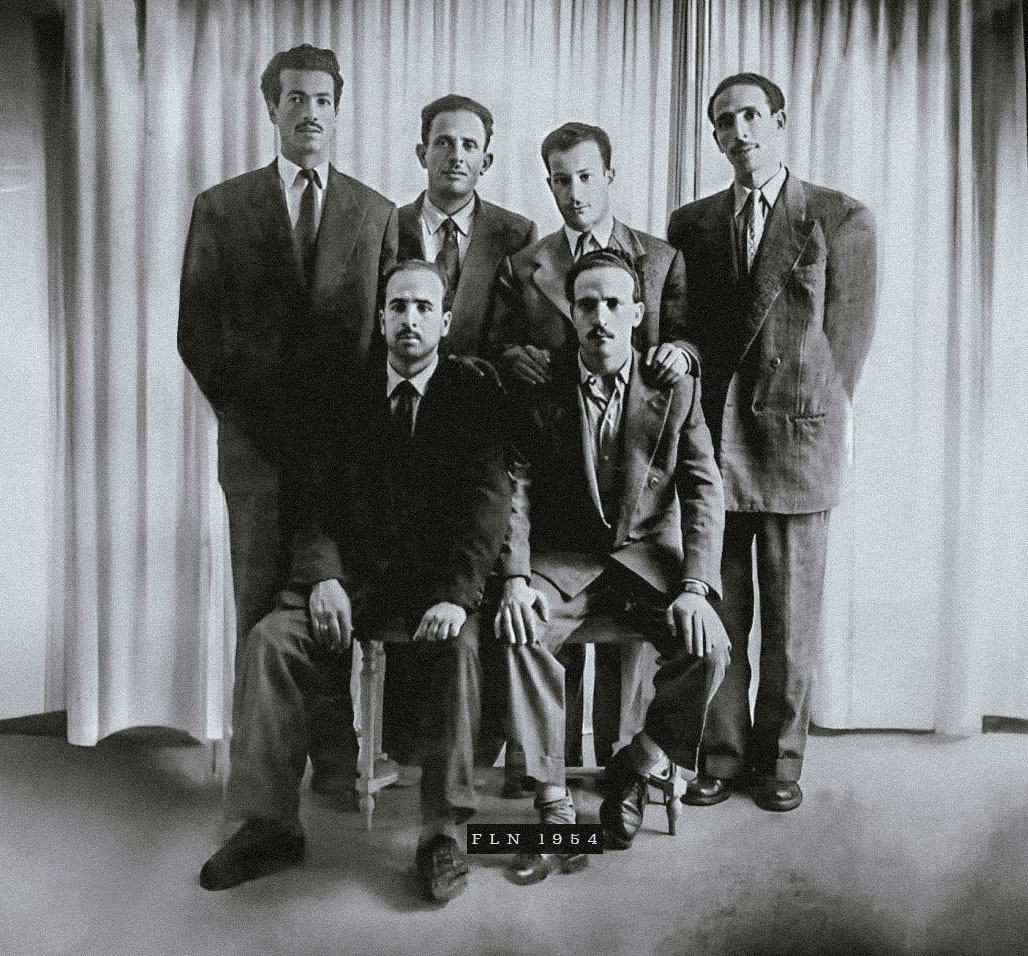
Los seis jefes del FLN

### Congreso de la Soummam y los conflictos internos
Entre el 20 de agosto y el 10 de septiembre de 1956 se celebró en la Cabilia el Congreso de la Soummam, del que resultó la formación del Consejo Nacional de la Revolución Argelina (CNRA) y el Comité de Coordinación y Ejecución (CCE), siendo este último el verdadero órgano decisor, del que formaban parte Krim Belkacem, Benyoucef Benkhedda, Abane Ramdane, Saad Dahlab y Larbi Ben M`hidi. La muerte del último durante la batalla de Argel obligó a los restantes a exiliarse a principios de 1957 en Túnez.  
El 19 de septiembre de 1958 se trasladó a Argel el Gobierno Provisional de la República Argelina (GPRA) constituido anteriormente ese año en El Cairo (Egipto), en el que Krim Belkacem fue nombrado vicepresidente y ministro de la Guerra, gabinete que sin embargo se vio obligado a compartir con Lakhdar Ben Tobbal y Abdelhafid Boussouf (el grupo de "los 3B") con la creación del Comité Interministerial de Guerra (CIG). Posteriormente ocupó las carteras de Asuntos Exteriores e Interior, concentrando Boumédiène el poder militar en el nuevo Estado Mayor General (EMG).

### Los Acuerdos de Evian y la independencia
Uno de los principales escollos de la negociación con los franceses era la parte sur de Argelia, dada la intención de la metrópoli de conservar la zona sahariana por sus yacimientos petrolíferos. Esto motivó la fuerte oposición de los independentistas y en especial de Krim Belkacem, que actuaba como jefe de la delegación argelina, quien se expresó en los siguientes términos: 
“Nada es posible con Francia, mientras no reconozca a Argelia en su integridad territorial. Todo parte de ello. El Sáhara es la puerta de entrada de la negociación”.
Finalmente, los Acuerdos de Paz se firmaron el 18 de marzo de 1962 por el propio Belkacem. Sin embargo, dicho protagonismo no le permitió alcanzar la jefatura del nuevo Estado, pues en la reunión del CNRA celebrada en Trípoli (Libia) en mayo-junio de 1962 no logró imponerse al otro aspirante, Ahmed Ben Bella, regresado de su largo cautiverio en Francia tras ser secuestrado su avión en el que se dirigía de Marruecos a Túnez en 1956. Tras una ajustada votación y numerosos enfrentamientos violentos (que causan miles de muertos), Ben Bella alcanzó el poder apoyado por el general Boumédiène. Krim se refugió en Tizi Ouzou donde trató de crear un grupo opositor junto a Boudiaf a fin de participar en la Asamblea Constituyente. 

## Exilio y fallecimiento
Krim abandonaba el país antes del golpe de Estado de Boumédiène de 1965. Posteriormente regresó en un contexto de nuevos golpes de Estado, como el dirigido por el coronel Tahar Zbiri (con apoyo de integrantes del Gobierno) el 15 de diciembre de 1967 (fallido), o el intento de atentado contra Boumédiène mediante disparos de ametralladora unos meses después, del que el presidente salió ileso. El propio Krim sería acusado de conspiración contra el Estado y condenado a muerte en rebeldía en 1969, lo que le obligó a volver al exilio en Francia a través de Marruecos. Ya fuera del país creó el Movimiento Democrático de la Renovación Argelino (MDRA) haciendo llamamientos frente al Gobierno de Boumédiène.
Murió en Frankfurt el 18 de octubre de 1970 en circunstancias no esclarecidas. Según los diarios del momento, su muerte se produjo por estrangulamiento con su propia corbata (o dos cinturones, según recientes investigaciones) en una habitación del Hotel Intercontinental, dos días antes de que se descubriera el cuerpo envuelto en una manta y junto a una caja de bombones y un ramo de flores. Sus restos fueran repatriados desde Alemania durante la presidencia de Chadli Bendjedid e inhumados definitivamente en el cementerio de El Alia en Argel.